# Mississippininae
Mississippininae es una subfamilia de foraminíferos bentónicos de la familia Mississippinidae, de la superfamilia Discorboidea, del suborden Rotaliina y del orden Rotaliida. Su rango cronoestratigráfico abarca desde el Oligoceno hasta la Actualidad.

## Clasificación
Mississippininae incluye al siguiente género:
- Mississippina